# Typ 92 Džú-sókóša
Typ 92 Džú-sókóša byl japonský lehký tank užívaný ve 30. letech 20. století a ve druhé světové válce. První prototyp byl vyrobený roku 1931, sériová výroba probíhala v letech 1933 – 1935. Celkem bylo vyrobeno 167 kusů.